# Wielki Wybuch

Diagram czasoprzestrzenny jednego ze scenariuszy Wielkiego Wybuchu. Obserwowalny Wszechświat pierwotnie był wypełniony gęstą i gorącą plazmą przedstawioną na dole. Od tamtej pory sama przestrzeń rozszerza się, odsuwając od siebie galaktyki, zgodnie z prawem Hubble’a-Lemaître’a. Diagram ten przedstawia też hipotetyczną osobliwość początkową.

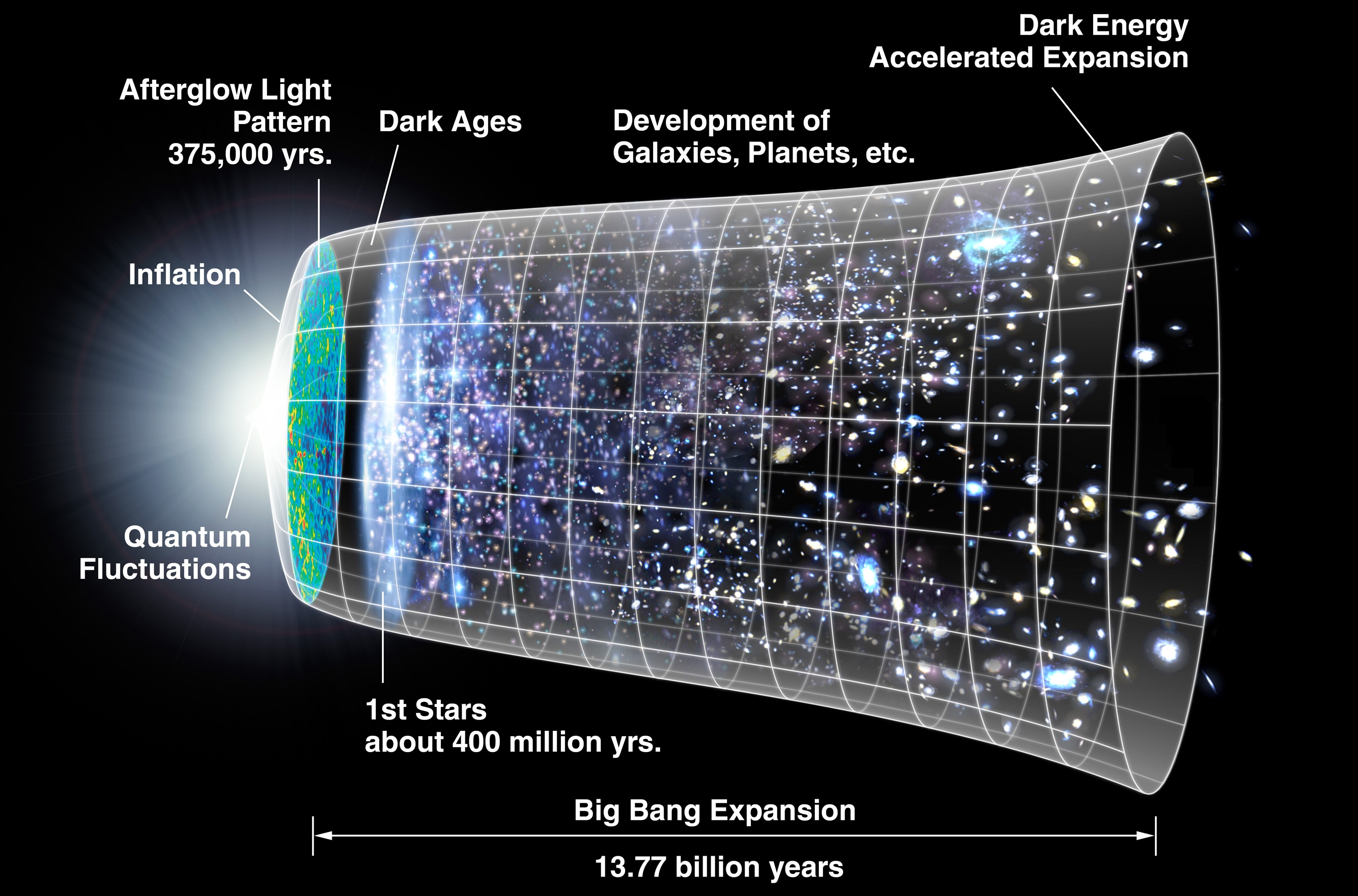
Linia czasu metrycznego rozszerzania przestrzeni, gdzie przestrzeń, włączając hipotetyczne, nieobserwowalne części wszechświata, jest przedstawiona na każdym etapie jako sekcje okręgów. Po lewej stronie zachodzi dramatyczne rozszerzenie w epoce inflacji; a w centrum ekspansja przyspiesza (koncepcja artysty; ani czas, ani wielkość nie są na skali).

Rozszerzanie się Wszechświata zapoczątkował Wielki Wybuch

Wielki Wybuch (ang. Big Bang – dosł. wielki huk) – wieloznaczny termin kosmologiczny:
- cały proces rozszerzania się (ekspansji) obserwowalnego Wszechświata, początkowo wypełnionego plazmą;
- najwcześniejszy, początkowy etap tej ewolucji[2] – era poprzedzająca atomy, zakończona ok. 13,799 ± 0,021 mld lat temu[3]. Miała wtedy miejsce pierwotna nukleosynteza, czyli synteza jąder atomowych bardziej złożonych niż pojedynczy proton[2];
- hipotetyczna chwila – czyli moment, punkt na osi czasu – kiedy obserwowalny Wszechświat był skupiony w jednym punkcie[4][5][6].

Modele opisujące te zjawiska są też znane jako teoria Wielkiego Wybuchu, przy czym słowo „teoria” ma tu znaczenie fachowe, oznaczające nie tylko hipotezy, ale też paradygmaty. Wielki Wybuch w pierwszym znaczeniu, czyli trwającego procesu, jest też znany jako standardowy model kosmologiczny. Nie wiadomo, czy istniał czas przed Wielkim Wybuchem, a część kosmologów spekuluje o wcześniejszych wydarzeniach, co opisano niżej. Mimo to Wielki Wybuch bywa interpretowany kosmogoniczne – nazywany narodzinami Wszechświata lub jego stworzeniem, a czas od Wielkiego Wybuchu bywa nazywany wiekiem Wszechświata. Takie wyobrażenia nie są faktami naukowymi, jednak uzasadnia się nimi pisownię dużymi literami, niestandardową dla nazw wydarzeń w polskiej ortografii. 
Wielki Wybuch – rozumiany jako proces – stopniowo odkrywano i potwierdzano w XX wieku:
- hipoteza o nim pojawiła się najpóźniej w latach 20.[8]. Aleksandr Friedman opisał model kosmologiczny tego typu[8][9]; później Edwin Hubble i Georges Lemaître opisali rozszerzanie się Wszechświata, zgodnie z prawem nazwanym od nich. Ten drugi ekstrapolował ten proces w przeszłość, przez co bywa nazywany twórcą teorii Wielkiego Wybuchu, a jego publikacja z 1927 roku jej początkiem[10];
- w drugiej połowie stulecia potwierdzono ten scenariusz obserwacjami promieniowania reliktowego, konkretniej mikrofalowego promieniowania tła.

Nazwa tego procesu pojawiła się najpóźniej w latach 50., kiedy upowszechnił ją Fred Hoyle. Krytykowano jej dosłowne rozumienie, ponieważ proces ten znacząco różni się od wybuchów (eksplozji) rozumianych ściśle. Model ten doczekał się różnych wariantów – spekulowano o dokładnym przebiegu Wielkiego Wybuchu i o wcześniejszych wydarzeniach. Przykładowo:
- jedną z faz tego procesu mogła być inflacja kosmologiczna, zaproponowana w latach 80. przez Alana Gutha, na początku XXI wieku zaakceptowana przez większość kosmologów[11];
- powstały spekulatywne scenariusze bariogenezy, czyli kształtowania się nukleonów z plazmy kwarkowo-gluonowej, mające tłumaczyć rzadkość antymaterii[2];
- teorie wielkiej unifikacji twierdzą, że z powodu wysokiej temperatury zachodziła wtedy unifikacja przynajmniej części oddziaływań podstawowych – nie było wyraźnej różnicy między oddziaływaniem jądrowym silnym a siłami elektrosłabymi[2];
- hipotetyczna era Plancka mogła być rządzona zjawiskami kwantowograwitacyjnymi[2];
- być może także grawitacja była połączona z innymi oddziaływaniami[2] – modele opisujące taką superunifikację, np. teoria strun, bywają nazywane teoriami wszystkiego;
- mogła mieć miejsce początkowa osobliwość czasoprzestrzenna[2], z której wyłoniła się sama czasoprzestrzeń. Twierdzenie o osobliwościach mówi, że wynika to z części modeli opartych na ogólnej teorii względności[12][13];
- model Hartle’a-Hawkinga uwzględnia zjawiska kwantowe, usuwając początkową osobliwość oraz odrębność czasu od innych wymiarów;
- Lee Smolin i Nikodem Popławski spekulowali o Wszechświecie przed Wielkim Wybuchem, tłumacząc ten ostatni kolapsem czarnej dziury;
- według innych przypuszczeń Wielki Wybuch mógł być Wielkim Odbiciem – skutkiem Wielkiego Kolapsu w dalszej przeszłości Wszechświata.

Naukowość takich hipotez, przynajmniej w angielskim znaczeniu słowa scientific, bywa kwestionowana.
Nie wiadomo, jak się potoczy Wielki Wybuch rozumiany jako całościowy proces. Wiadomo, że ekspansja Wszechświata przyspiesza, prawdopodobnie z powodu ciemnej energii. Poszczególne ciała niebieskie mogą zniknąć; ewolucja gwiazd wytworzy więcej czarnych dziur, które najpewniej zanikną przez emisję promieniowania Hawkinga. Druga zasada termodynamiki sugeruje, że ostatecznie nastąpi śmierć cieplna Wszechświata.

## Etymologia
Określenia Wielki Wybuch (ang. Big Bang) w odniesieniu do powyższego modelu po raz pierwszy użył Fred Hoyle, nadając temu określeniu pejoratywny wydźwięk. Sam jednak później zaprzeczał, jakoby starał się model wyśmiać, a (jak twierdził) chciał jedynie w ten sposób podkreślić różnice w stosunku do ówcześnie panującego poglądu, że wszechświat jest wieczny i niezmienny.
Termin Wielki Wybuch jest używany zarówno w wąskim znaczeniu na określenie momentu, gdy zaczęło się obserwowane rozszerzanie się Wszechświata, jak i w szerszym – jako określenie dominującego paradygmatu naukowego objaśniającego powstanie Wszechświata oraz uformowanie się przez nukleosyntezę pierwotnej materii (zgodnie z teorią Alphera-Bethego-Gamowa).
Utożsamianie Wielkiego Wybuchu z eksplozją jest o tyle niefortunne, że proces ten, tak jak rozumie i ujmuje go współczesna kosmologia, nie polegał na ekspansji w pustej przestrzeni, lecz dotyczył rozszerzenia się przestrzeni.

## Historia teorii Wielkiego Wybuchu
Przed powstaniem teorii Wielkiego Wybuchu obowiązywał powszechnie uznawany pogląd, że Wszechświat jako całość (rozpatrywany w największej skali) jest niezmienny w swej budowie i wieczny. Pogląd ten popierał początkowo między innymi Albert Einstein.
W 1912 r. amerykański astronom Vesto Slipher zmierzył widmo promieniowania elektromagnetycznego dla pobliskich „mgławic spiralnych” (tak wówczas nazywano galaktyki spiralne) i odkrył, że widmo niemal wszystkich jest znacząco przesunięte ku czerwieni, co zinterpretował jako dowód, że galaktyki oddalają się od obserwatora. Astronom nie wyciągnął jednak kosmologicznych konsekwencji tej informacji, z uwagi na toczące się debaty dotyczące tego, czy mgławice te są częścią Drogi Mlecznej, czy oddzielnymi „wyspowymi wszechświatami”, jak to wówczas określano.
W 1922 roku Aleksandr Friedman wyprowadził równania postulujące rozszerzanie się Wszechświata na podstawie ogólnej teorii względności, pokazując tym samym, że Wszechświat może ulegać ekspansji. Niezależnie od niego, w 1927 roku wyprowadził je również ksiądz Georges Lemaître. Poszedł jednak dalej w swoich przewidywaniach i stwierdził, że jeżeli cofnęlibyśmy się jeszcze dalej w czasie, w pewnym momencie natrafilibyśmy na stan, w którym cały wszechświat był skondensowany do pojedynczego punktu w przestrzeni, wysuwając tym samym termin „pierwotny atom”. Swoje wyniki Lemaître przedstawił na Kongresie Solvaya w Brukseli (wśród słuchaczy znalazł się Albert Einstein). Obserwacje Lemaître’a nie zostały dobrze przyjęte przez fizyków (zwracano uwagę, że Lemaître był księdzem, a jego model początku Wszechświata pokrywa się z opisem stworzenia świata według Biblii). Lemaître twierdził, że jego teoria jest czysto naukowa i jest niezależna od poglądów religijnych. Obserwacje Lemaître’a zostały zaakceptowane po opublikowaniu prac Edwina Hubble’a i Miltona Humasona na temat odległości i prędkości radialnych galaktyk.
Jego prace zostały w 1929 roku potwierdzone przez obserwacje Edwina Hubble’a przy pomocy 2,5 metrowego teleskopu Hookera, w Mount Wilson Obserwatory. Zaobserwował on, że galaktyki wykazują przesunięcie ku czerwieni wprost proporcjonalne do ich odległości od Ziemi – fakt ten znany jest obecnie jako prawo Hubble’a-Lemaître’a. Jeśli wziąć pod uwagę zasadę kosmologiczną, która stanowi, że Wszechświat jest jednorodny i izotropowy, z prawa Hubble’a-Lemaître’a wynika, że cały Wszechświat rozszerza się.
Pojawiły się dwie główne teorie wyjaśniające ten stan. Pierwszą była teoria stanu stacjonarnego autorstwa Freda Hoyle’a, Thomasa Golda i Hermanna Bondiego, która zakładała, że gęstość Wszechświata nie maleje, mimo jego rozszerzania się, dzięki ciągłej kreacji nowej materii. Drugiego wyjaśnienia dostarczyła teoria Lemaître’a, rozwijana dalej przez George’a Gamowa. Istniały też inne teorie, np. Hannes Alfvén był zwolennikiem tzw. kosmologii plazmowej.
Przez pewien czas naukowcy byli podzieleni, jeśli chodzi o poparcie dla tych teorii. Jednak w latach 60. XX w. odkrycie mikrofalowego promieniowania tła przechyliło szalę na korzyść teorii Wielkiego Wybuchu. Współcześnie badania kosmologiczne skupiają się na próbach zrozumienia, jak w kontekście teorii Wielkiego Wybuchu formują się galaktyki, co działo się w pierwszych momentach istnienia Wszechświata i pogodzenia obserwacji z teorią.
Duże postępy w zakresie teorii Wielkiego Wybuchu zostały poczynione w latach 90. XX i w pierwszej dekadzie XXI wieku. Dzięki kosmicznemu teleskopowi Hubble’a możliwe stały się pomiary o niespotykanej wcześniej precyzji, które doprowadziły do odkrycia, że tempo rozszerzania się Wszechświata wydaje się przyspieszać.
W listopadzie 2011 roku amerykańscy naukowcy ogłosili odkrycie dwóch gazowych chmur (leżących 12 mld lat świetlnych od Ziemi), które składają się wyłącznie z wodoru. Chmury są pozostałością materii, która powstała kilka minut po Wielkim Wybuchu. Michele Fumagalli i J. Xavier Prochaska z Uniwersytetu Kalifornijskiego w Santa Cruz wraz z Johnem O’Mearą z Saint Michael’s College obserwowali położonego za obłokami kwazara, który przeświecał przez chmury. Naukowcy wykorzystali do badań spektroskop HIRES pracujący na 10-metrowym teleskopie Keck I. Skład chmur udało się określić po zaobserwowaniu promieniowania kwazara przefiltrowanego przez gazowe chmury. Każdy pierwiastek chemiczny pochłania światło o innej długości fali, w wyniku czego zaobserwowano w analizie spektroskopowej promieniowania linie absorpcyjne odpowiadające wodorowi i jego izotopowi deuterowi. Teleskop nie zaobserwował linii węgla, tlenu i krzemu.

## Przegląd zagadnienia
Opierając się na pomiarach rozszerzania się Wszechświata, do których wykorzystano obserwacje supernowych typu Ia, pomiarach fluktuacji temperatury kosmicznego mikrofalowego promieniowania tła oraz rozmieszczenia galaktyk względem siebie, wiek Wszechświata ocenia się na 1,37 × 1010±2% lat. Zgodność powyższych trzech niezależnych wyników pomiarów dostarcza silnego potwierdzenia dla tzw. modelu Lambda-CDM, który szczegółowo opisuje naturę zawartości Wszechświata.
Wszechświat we wczesnym stadium rozwoju był jednorodnie i izotropowo wypełniony energią o niezwykle wielkiej gęstości, o olbrzymiej temperaturze i ciśnieniu. Jednak w miarę rozszerzania się stygł, przechodząc przez przemiany fazowe, odnoszące się do cząstek elementarnych.
Około 10−35 sekund po erze Plancka przemiana fazowa spowodowała, że Wszechświat wszedł w fazę inflacji kosmologicznej, podczas której rozszerzał się wykładniczo. Kiedy ta inflacja zatrzymała się, materialne składowe Wszechświata były w stanie plazmy kwarkowo-gluonowej, w której cząstki składowe poruszały się relatywistycznie. Wszechświat dalej rozszerzał się i stygł, aż w określonej temperaturze zaszła przemiana zwana bariogenezą, podczas której kwarki i gluony połączyły się w bariony – protony i neutrony.
Współcześnie obserwacje przemawiające za prawdziwością modelu Wielkiego Wybuchu to: zjawisko ucieczki galaktyk, istnienie mikrofalowego promieniowania tła, łącznie z mierzonymi ostatnio jego nierównomiernościami. Przemawia także za tą teorią udane wyjaśnienie procentowego udziału lekkich pierwiastków (H, He, Li) w składzie Wszechświata i zgodność modelu z innymi teoriami, w tym z ogólną teorią względności.

### Model Gorącego Wielkiego Wybuchu
Zgodnie z modelem Gorącego Wielkiego Wybuchu, opracowanym jeszcze w 1948 r. przez George’a Gamowa i jego studenta Ralpha Alphera, można przyjąć, że w chwili narodzin Wszechświata, przy ogromnej temperaturze 1032 K, był hiperprzestrzennym, dziesięciowymiarowym tworem, w którym zjednoczone były wszystkie oddziaływania i istniała jedna wielka symetria GUT.
Świat ten był jednak niestabilny i po 10−43 sekundy rozpadł się na cztero- i sześciowymiarowy. Sześciowymiarowy zapadł się do rozmiaru 10−32 centymetra, a nasz czterowymiarowy zaczął się gwałtownie rozszerzać. Po 10−35 sekundy silne oddziaływania oddzieliły się od elektrosłabych, a niewielki fragment większego wszechświata rozszerzył się 1050 razy, stając się ostatecznie naszym widzialnym Wszechświatem. Takie gwałtowne rozszerzenie opisywane jest przez teorię inflacji kosmologicznej. Po upływie dalszego ułamka sekundy oddziaływania elektrosłabe rozpadły się na elektromagnetyczne i słabe, a następnie, gdy temperatura spadła już do 1014 K, kwarki zaczęły się łączyć w protony i neutrony.

### „Przed” wielkim wybuchem
Czas nie istniał przed Wielkim Wybuchem, ale zaczął się wraz z nim, dlatego nie można mówić o czymś „przed” początkiem Wszechświata, natomiast kwestią do dyskusji jest mechanizm lub „przyczyna” Wielkiego Wybuchu, w szczególności w związku z pojawiającą się w teoriach możliwością istnienia początkowej osobliwości. Rozważane są jednak teorie, które mają usunąć osobliwość przez opis Wszechświata w większej liczbie wymiarów, w tym czasowych.
Według scenariusza opartego na kosmologii bran możliwe jest, aby nasz Wszechświat powstał w wyniku jednego z powtarzalnych etapów rozszerzania i zapadania przestrzeni. Istnieją również modele kwantowe, niewymagające narzucanych przez standardowy Wielki Wybuch i ogólną teorię względności warunków brzegowych, jak i osobliwości. Nie rozwiązują one jednak paradoksów wiecznego Wszechświata (w tym pulsującego) wynikających z drugiej zasady termodynamiki.

## Powszechne błędne przekonanie
Wielki Wybuch był „mały”: Mylące jest wizualizowanie Wielkiego Wybuchu poprzez porównanie jego wielkości do przedmiotów codziennego użytku. Opisana wielkość wszechświata w Wielkim Wybuchu odnosi się do wielkości obserwowalnego wszechświata, a nie całego wszechświata.

## Wpływ na filozofię i religie
Odkrycie Wielkiego Wybuchu wywarło wpływ na filozofię i religie z powodu rozbieżnych i przeciwstawnych interpretacji tego zjawiska:
- niektórzy wierzą, że Wielki Wybuch sugeruje istnienie Stwórcy[26][29], a niektórzy widzą jego wzmiankę w swoich świętych księgach; podobnego zdania byli Edmund Taylor Whittaker i papież Pius XII[30];
- Stephen Hawking twierdził, że jego scenariusz Wielkiego Wybuchu, znany jako model Hartle’a-Hawkinga, odpowiada na pytanie Leibniza: dlaczego istnieje raczej coś niż nic? Przez to idea Stwórcy miałaby być zbędna[31] .